# Felipe de Neve
Felipe de Neve y Padilla (Bailén, 1724-Coahuila de Zaragoza, 17 de junio de 1784) fue un gobernador español, siendo gobernador de las Provincias Internas de Occidente —que integran las actuales Sonora y Sinaloa—. Fue también el gobernador español de Las Californias, el territorio que integraba las actuales California (EE. UU.), Baja California y Baja California Sur (México), entre 1777 y 1782.

## Biografía
Durante su administración, el teniente a su cargo, José Joaquín Moraga, construyó el presidio de San Francisco, después de que el lugar fuese elegido por Juan Bautista de Anza en 1776. Felipe de Neve es también conocido por fundar «El Pueblo de San José de Guadalupe», conocido posteriormente como San José, California. Neve fundó San José bajo las órdenes de Antonio María de Bucareli y Ursúa, virrey de la Nueva España. La ciudad fue fundada en honor a San José el 29 de noviembre de 1777, siendo la primera de las colonias españolas en Nueva California, conocida posteriormente como Alta California. La ciudad fue el centro de la zona agraria que abastecería a los presidios de San Francisco y Monterrey.
Durante el gobierno de Neve se fundó también la ciudad de Los Ángeles. Neve recomendó al virrey de la Nueva España fundar un pueblo allí donde el padre Juan Crespí había convivido con los indígenas de la zona. Cuando Neve obtuvo la aprobación de Carlos III de España, se fundó «El Pueblo de Nuestra Señora la Reina de los Ángeles del Río de Porciúncula». Con el tiempo, se abrevió el nombre como «Los Ángeles» y Neve quedó acreditado como uno de los fundadores de la ciudad. Durante su permanencia en la ciudad, tuvo varios desacuerdos con fray Junípero Serra en relación con la secularización de las misiones y la redistribución de tierra a neófitos y soldados.
El buen hacer de Neve como gobernador provincial le valió ser nombrado comandante general de las Provincias Internas, esto es, la principal autoridad de todas las provincias del norte, incluidas las Californias. Sucedió en el cargo a Teodoro de Croix y le duró hasta su muerte en 1784.

## Distinciones

### Órdenes
- Cruz de la Orden Española de Carlos III ( España).